# Сидоренко, Кирилл Владимирович (футболист)
Кири́лл Влади́мирович Сидо́ренко (укр. Кирило Володимирович Сидоренко; род. 25 июля 1985, Днепропетровск) — украинский футболист, защитник.

## Ранние годы
Выпускник днепропетровских футбольных школ «Днепр-75» и «Днепромайн». Тренер — Абоян Сергей Степанович.

## Клубная карьера

### «Днепр»
Профессиональную карьеру начал 20 апреля 2002 года в возрасте 16 лет, дебютировав во второй лиге чемпионата Украины за «Днепр-3». 18 мая 2003 года дебютировал за «Днепр-2». За основную команду не провёл ни одного матча.

### «Тирасполь»
В июле 2005 года перешёл в молдавский «Тирасполь», подписав контракт на 5 лет, где быстро стал основным игроком и провёл за клуб во всех турнирах более 100 матчей. В сезонах 2006 и 2008 года принимал участие в Кубке Интертото (10 матчей, 2 гола). В этой команде, по собственным словам, прошло его становление как футболиста, также в этом городе он встретил свою будущую супругу Анну, впоследствии в Тирасполе родился его сын Платон и дочка Диана. В сезоне 2007/08 года был избран болельщиками «Тирасполя» лучшим игроком команды. Летом 2009 года был отдан в аренду в «Динамо» (Минск).

### «Александрия»
В феврале 2010 года вернулся на Украину, где подписал контракт на 2 года с «Александрией», которой в 2011 году помог выиграть турнир первой лиги и выйти в высший дивизион. 8 июля 2011 года дебютировал в украинской Премьер-лиге в матче против полтавской «Ворсклы» (1:0), в дебютном сезоне провёл 24 матча, в которых забил два гола в ворота донецких клубов «Шахтёр» и «Металлург». По итогам сезона александрийский клуб покинул высший дивизион и Сидоренко ушёл из клуба.

### «Оболонь» и «Арсенал»
В июне 2012 года подписал контракт на 3 года с «Оболонью», но уже ближайшей зимой команда прекратила своё существование, снявшись с соревнований. Сидоренко, получив статус свободного агента, в феврале 2013 года присоединился к киевскому «Арсеналу». Дебютировал за канониров 2 марта в выездном матче против «Днепра», проведя на поле все 90 минут.

### «Александрия»
В июне 2013 года, подписав контракт на 1 год, вернулся в «Александрию», которая выступала в первой лиге. По итогам сезона команда заняла 2-е место, дающее право на выход в Премьер-лигу, но руководство отказалось от повышения в классе.

### «Тирасполь»
В июне 2014 года по приглашению руководства клуба вернулся в «Тирасполь», подписав контракт на 2 года, и тут же дебютировал в Лиге Европы, приняв участие в 1-м квалификационном раунде. Зимой 2015 года был избран капитаном команды. По завершении сезона 2014/2015 года «Тирасполь» занял 4-е место, тем самым завоевав путёвки в Лигу Европы, но уже через неделю после окончания чемпионата клуб прекратил своё существование и Кирилл, получив статус свободного агента, был вынужден искать новый клуб.

### «Ильичёвец»
В июле 2015 года заключил контракт с мариупольским «Ильичёвецем». В июне 2016 года продлил соглашение ещё на один год. В марте 2017 года покинул клуб, хотя в летне-осенней части сезона 2016/2017 провёл от звонка до звонка все 19 игр в чемпионате, тем самым внеся немалый вклад в общий успех команды, ведь «Ильичёвец» в сезоне 2016/2017 занял 1 место, выиграв малые золотые медали чемпионата Украины.

### «Гелиос»
В марте 2017 года подписал контракт (на 2 месяца, до конца сезона) с харьковским «Гелиосом». 14 апреля в домашнем матче против киевского «Арсенала» получил серьёзную травму, разрыв передней кресто-образной связки колена и разрыв мениска, 3 мая успешно перенёс операцию в Киеве после чего началась длительная реабилитация. Летом покинул «Гелиос».

### «Десна»
В феврале 2018 года прибыл на просмотр в черниговскую «Десну», с которой прошёл сборы в Турции. 11 марта 2018 года подписал контракт с клубом.

## Стиль игры
До 18 лет попеременно играл на всех позициях, кроме вратарской. Начиная с 18 лет неизменно занимал на поле позицию центрального защитника, обладает хорошим первым пасом на любую дистанцию, так же хорош в игре головой. В «Тирасполе» Кирилл отвечал за исполнение пенальти и штрафных ударов. После перехода в «Александрию» главный тренер Владимир Шаран также доверил Кириллу исполнение пенальти.

## Достижения
«Александрия»
- Победитель Первой лиги: 2010/11
- Серебряный призёр Первой лиги: 2013/14

«Ильичёвец»
- Победитель Первой лиги: 2016/17

«Тирасполь»
- Бронзовый призёр чемпионата Молдавии: 2005/06

«Динамо» (Минск)
- Серебряный призёр чемпионата Белоруссии: 2009

«Десна»
- Бронзовый призёр Первой лиги: 2017/18.